# Labyrinthite
La labyrinthite è un minerale appartenente al gruppo dell'eudialite.